# Jürgen Malbeck
Jürgen Malbeck, né le 5 avril 1974, à Nördlingen, en Allemagne, est un ancien joueur de basket-ball allemand. Il évolue au poste de pivot. 